# Походження (Цілком таємно)
Походження (англ. Provenance) — 9-й епізод дев'ятого сезону серіалу «Цілком таємно». Епізод належить до «міфології серіалу» та надає змогу краще з нею ознайомитися. Прем'єра в мережі «Фокс» відбулася 3 березня 2002 року.
У США серія отримала рейтинг Нільсена, рівний 5.5, це означає — в день виходу її подивилися 9.7 мільйона глядачів.

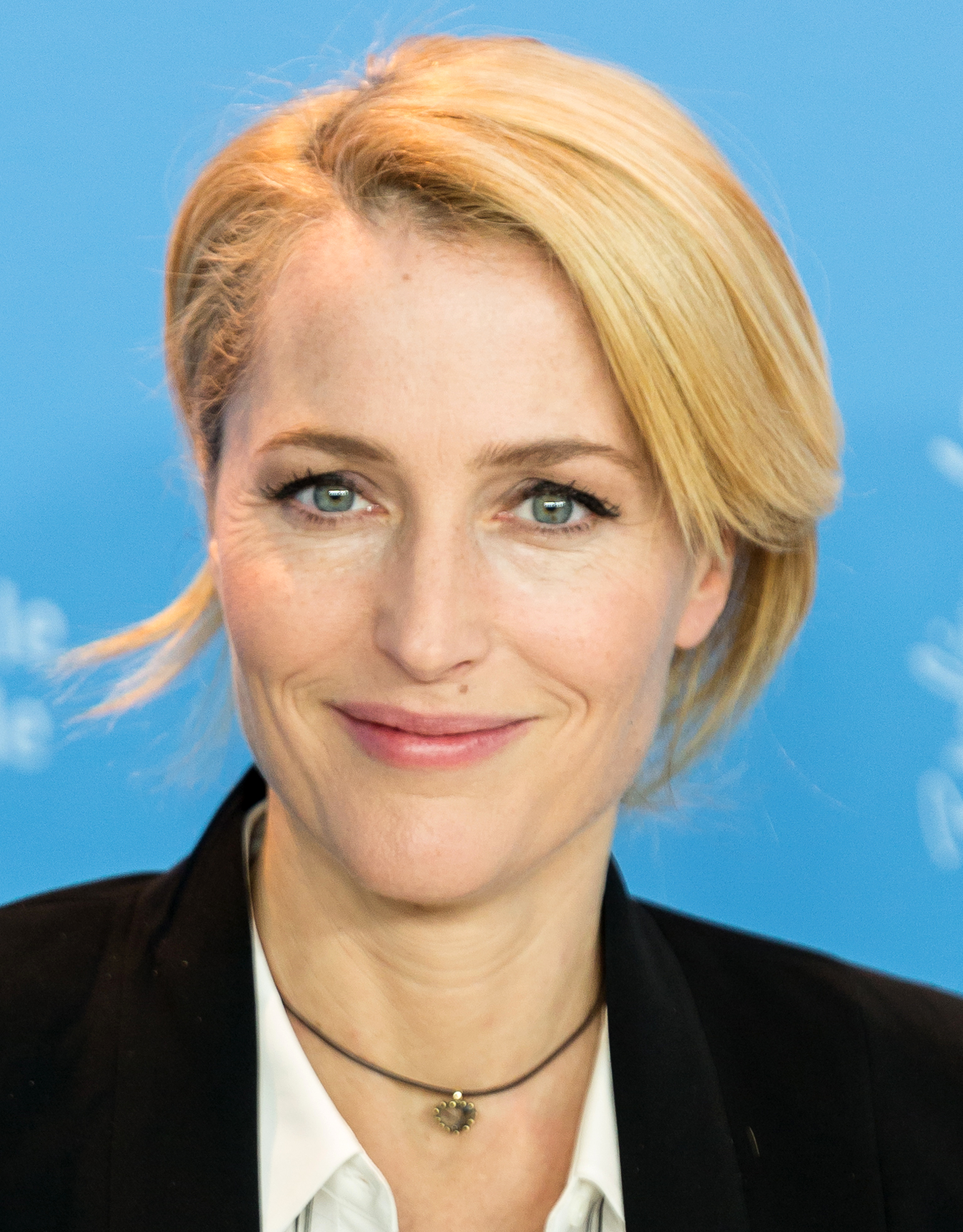

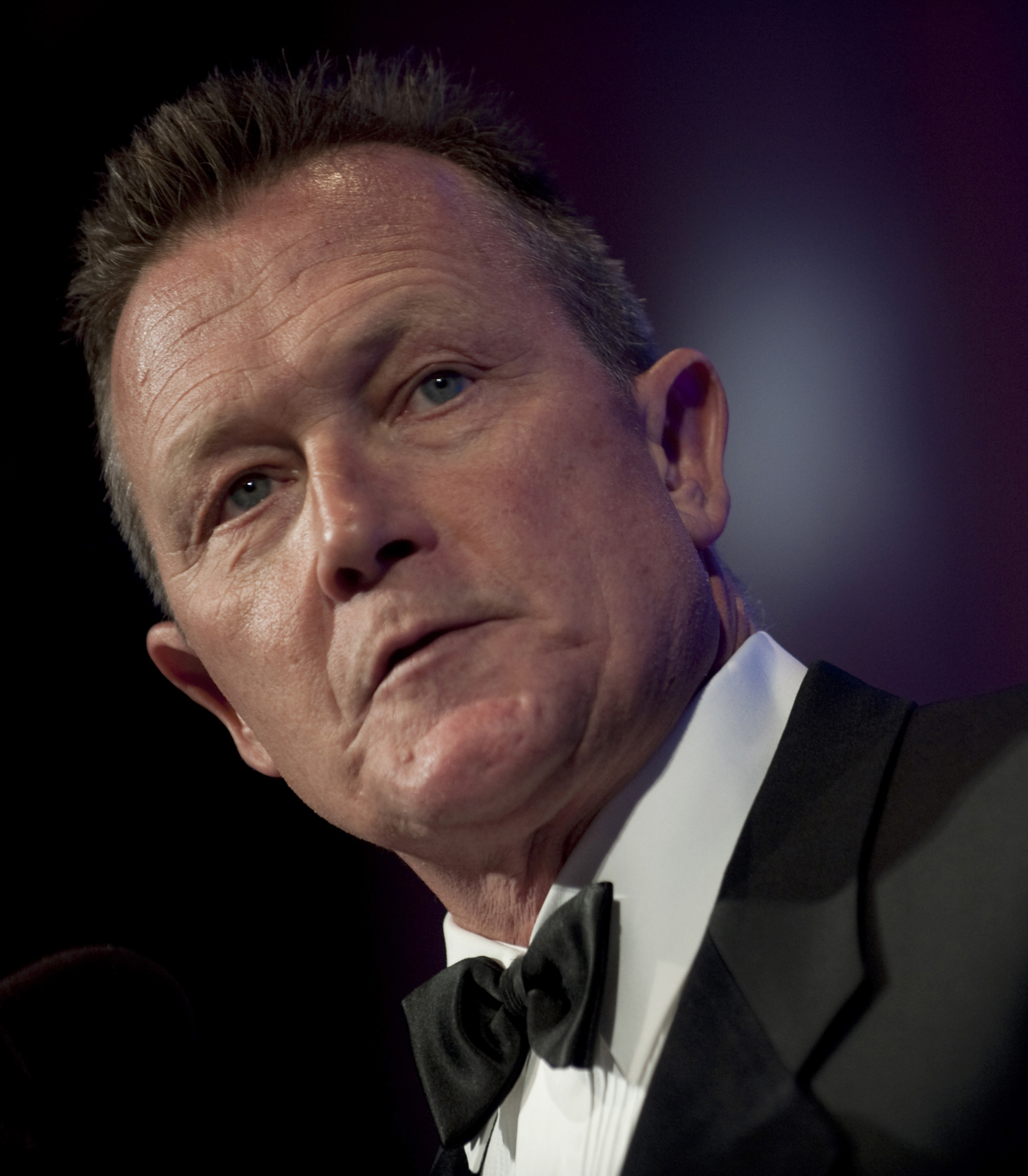

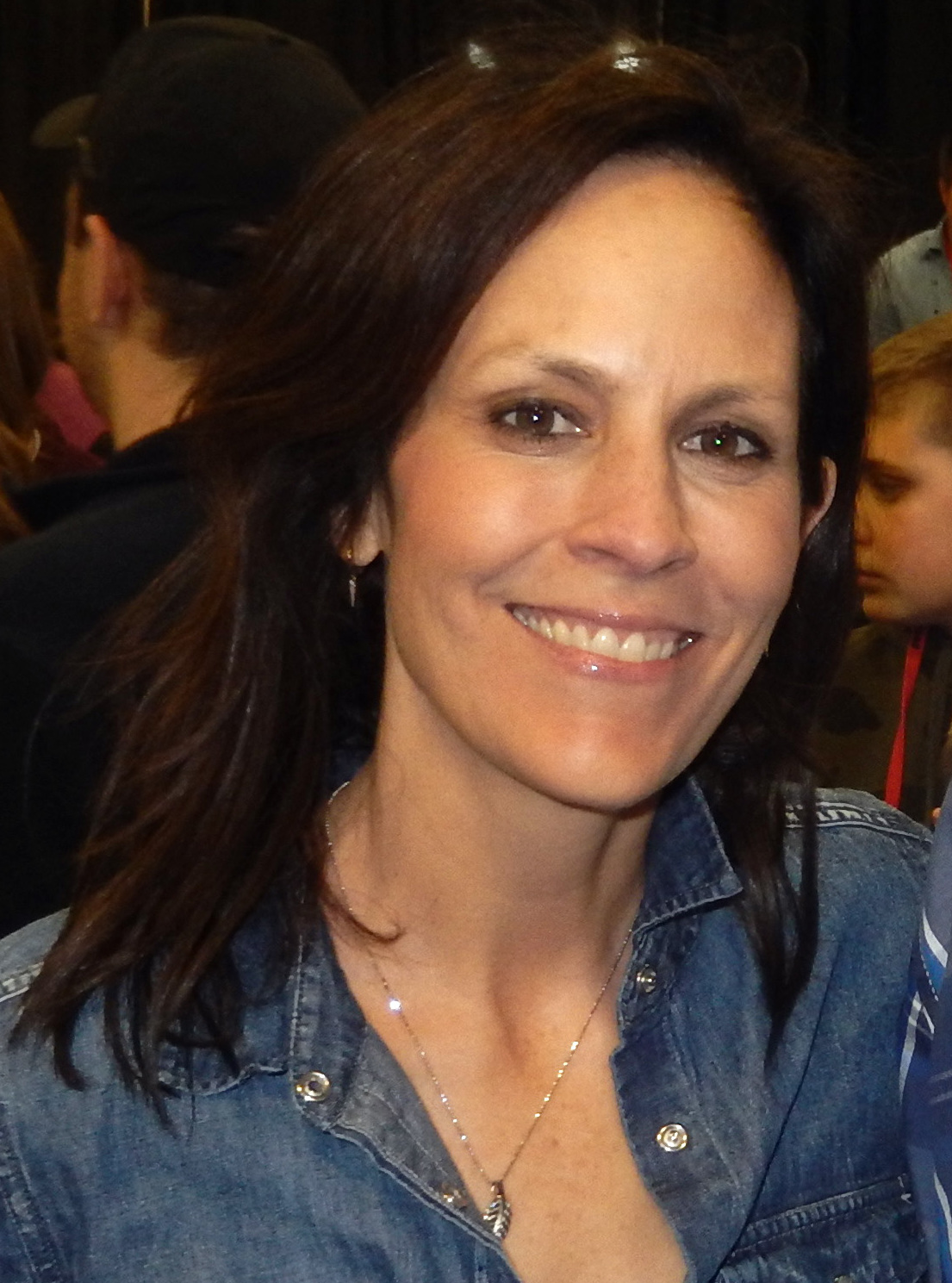

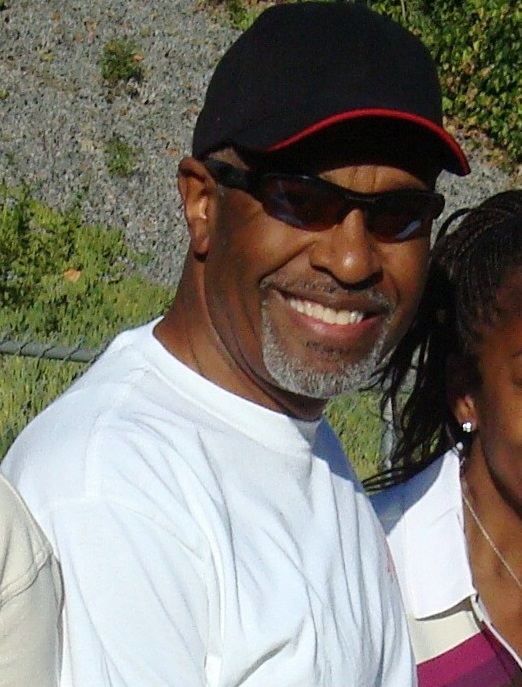

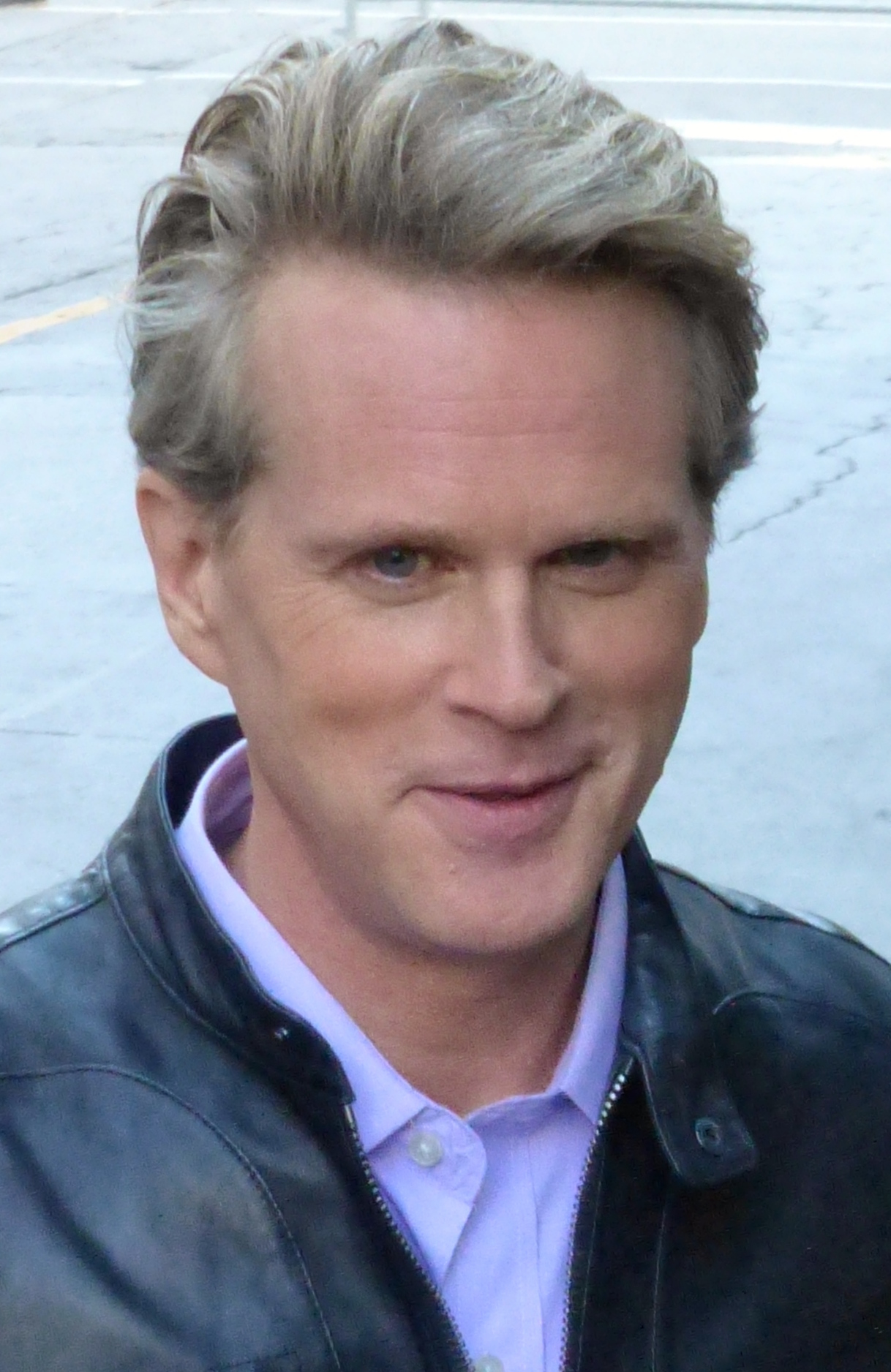

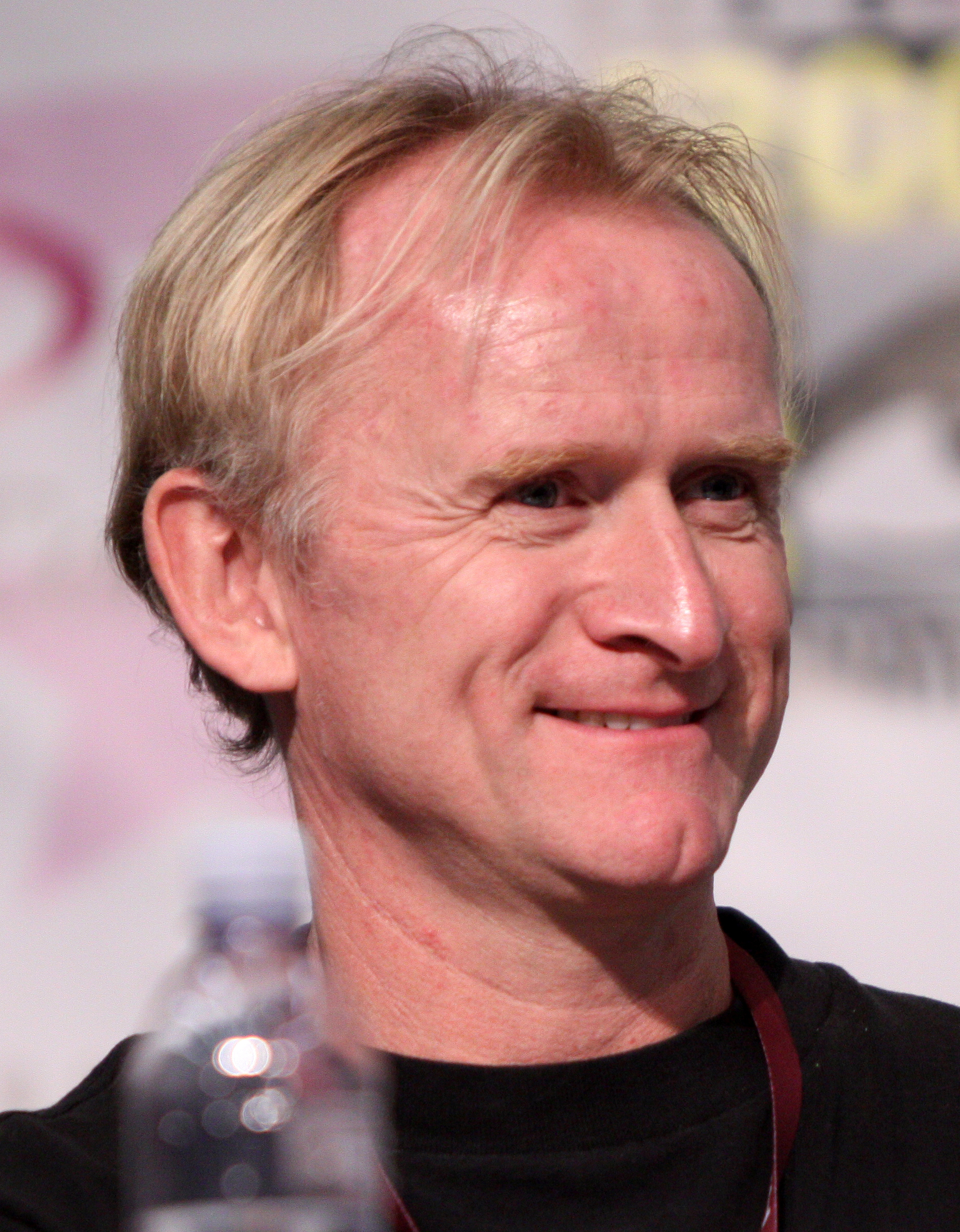

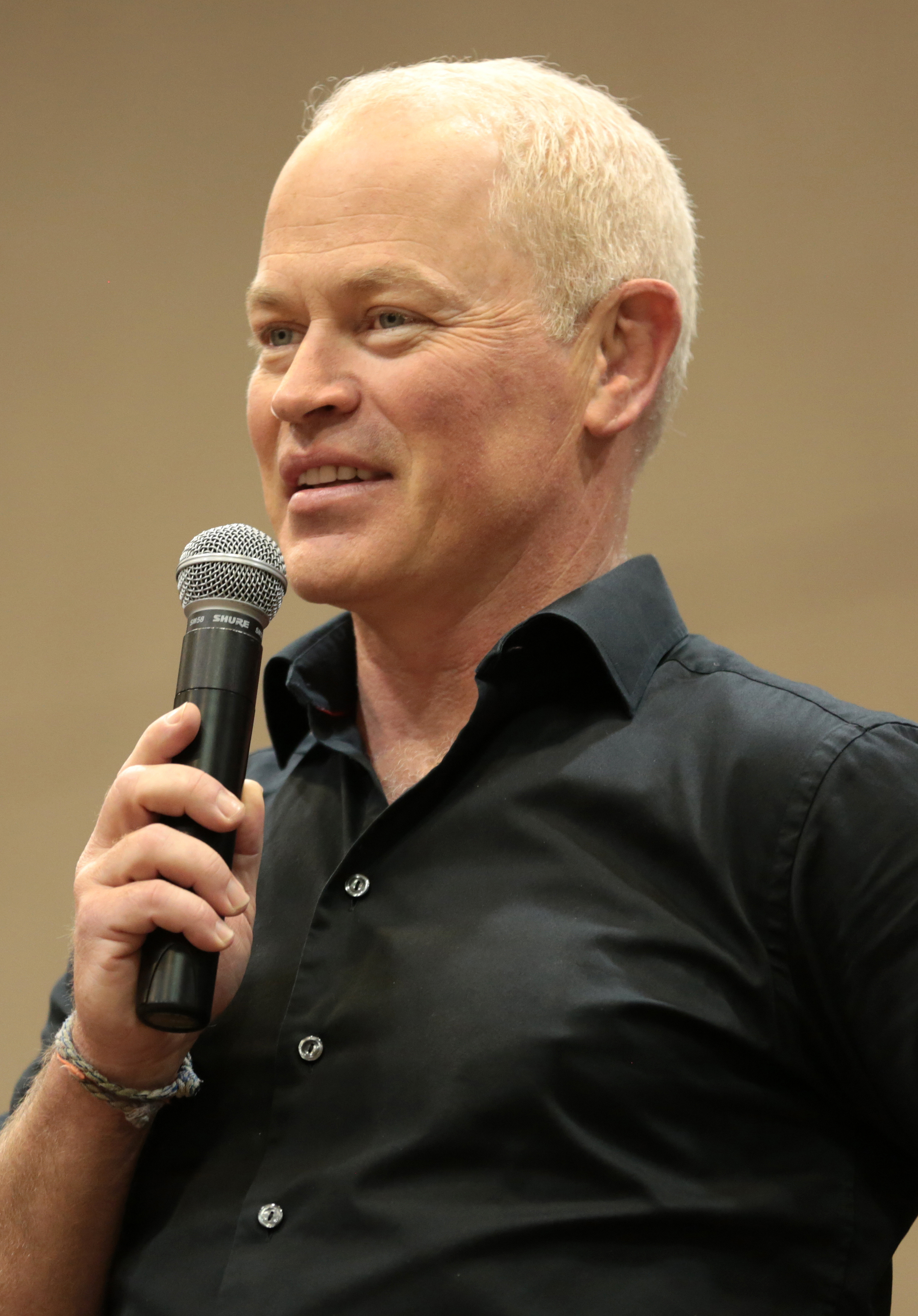

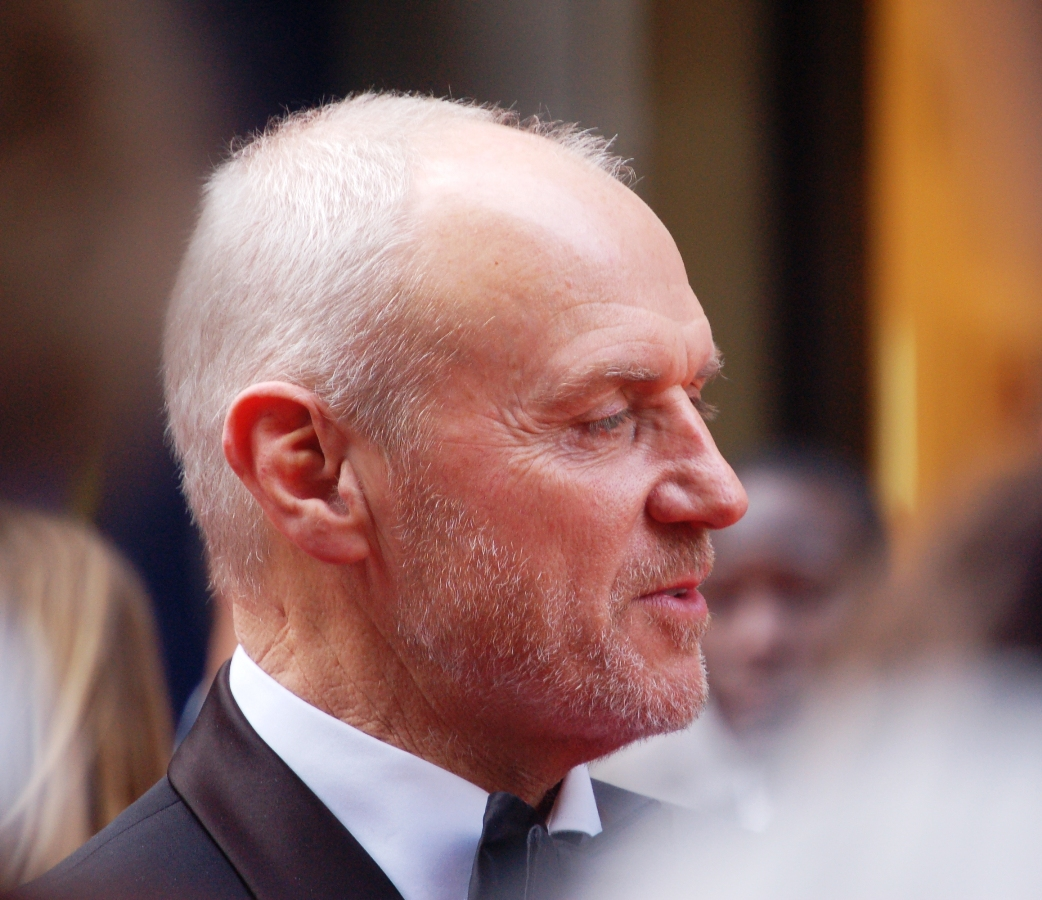

При спробі перетнути кордон гине людина, яка знаходить відбитки малюнків з корабля прибульців, але ФБР приховує розслідування цього від Секретних матеріалів. Тим часом Скаллі вживає рішучих заходів, коли виявляє загрозу для Вільяма.

## Зміст
Істина поза межами досяжного
У сумці мотоцикліста, який розбився, намагаючись перетнути кордон США та Канади в окрузі Берк, поліцейські знайшли записи мовою навахо.
Дейну Скаллі викликають на зустріч з Елвіном Кершем, Волтером Скіннером, Бредом Фолмером і кількома невідомими чоловіками. Їй показують копію записів і досить неприємно запитують, чи може вона їх ідентифікувати. Після зустрічі Скаллі пояснює Джону Доггетту і Моніці Рейєс, що записи схожі на ті, які вона знайшла на розбитому космічному кораблі три роки тому. Доггетт приїздить на місце події і виявляє там цілий загін ефбеерівців. Тим часом мотоцикліст використовує інопланетний артефакт з письменами, який починає загоювати рани від його аварії. Скаллі приходить до Рейєс — вони говорять про слова-письмена з космічного корабля. Дейна підозрює — в цих записах вона може знайти відповіді щодо її сина. В кабінеті Скіннера Доггетт ставить шефу неприємні питання щодо цієї справи.
Тим часом в Альберті під керівництвом Джозефо, лідера культу НЛО, розкопують збитий космічний корабель. У ФБР Доггетт вривається в офіс Скіннера і викрадає записи разом з кадровою справою ФБР, що належить агенту Роберту Комеру, мотоциклісту. Доггетт приходить до Моніки — Рейєс вказує, що записи Роберта Комера не збігаються з тими із Африки, що свідчить про існування другого корабля. Тим часом Комер в Меріленді краде вантажівку, заходить до квартири Скаллі, долає її матір Маргарет і зачиняється в кімнаті Вільяма. Приходить Скаллі і після боротьби змушена підстрелити Комера, коли той намагається задушити дитину подушкою.
Смертельно поранений Комер каже Скаллі, що Вільям повинен померти. Рейєс відвозить матір Дейни і сина в безпечне місце а Доггетт викликає термінову допомогу. Скаллі шукає піджак Комера і виявляє артефакт. Пізніше, в Калгарі, одна із прибічниць культу, Жінка в пальто, бачить заголовок газети про стрілянину в Комера; вона поспішає на місце розкопок і повідомляє Джозефо. У Вашингтоні Керш в присутністі Зубочистки зізнається Скаллі і Доггетту, що Комер під прикриттям потрапив у культ Джозефо, і розкриває, що він був колишнім військовим офіцером США. Керш пояснює, що Комер отримав завдання розслідувати низку погроз смертю проти Фокса Малдера. Перед смертю Комер послав повідомлення — що агент Малдер уже мертвий.
Коли Рейєс повертає Вільяма до квартири Скаллі, артефакт Комера літає над дитиною і застигає над його головою. Скаллі, розуміючи, що щось не так, планує відвезти Вільяма в безпечне місце. У той же час Доггетт помічає Жінку в шинелі, яка спостерігає за ними неподалік з автівки. Коли Скаллі і Рейєс від'їжджають, Доггетт протистоїть Жінці під дулом пістолета, але вона його збиває автівкою. Скаллі віддає Вільяма під опіку Самотніх стрільців, але незабаром вони потрапляють у засідку Жінки в пальто. Знайшовши пораненого Доггетта, Скаллі швидко кидається назад до Самотніх стрільців, знаючи, що хтось переслідує її сина. Оскільки Мелвін Фрогікі і Річард Ленглі недієздатні, жінка відкриває задні двері фургона, і бачить Джона Фіцджеральда Баєрса — він тримає Вільяма. Жінка прикладає пістолет до голови Баєрса.
Небіжчик утік і зник. Таке щодня трапляється. Принаймні — в Секретних матеріалах

## Зйомки
«Провенанс» був написаний Крісом Картером і Френком Спотніцем, а режисував Кім Меннерс. Маннерс була дуже задоволений грою Андерсон в епізоді, пізніше сказавши, що її гра була «дуже сексуальною». Далі він пояснив: «У ній є якесь горіння, яке справді виявляється на екрані. Вона справді блискуча, і привносить так багато, камера любить її». Значна частина епізоду була заснована на теорії стародавнього контакту з інопланетянами; теорії, яка передбачає, що розумні інопланетні істоти відвідували Землю в давнину або в стародавній світ чи преісторію і контактували з людьми. Раніше ці теми були розглянуті в сюжетній арці «Біогенез»/«Шосте вимирання»/«Amor Fati».
Епізод ознаменував першу появу Алана Дейла в ролі Зубочистки, лідера Нового синдикату, який працює в ФБР. В інтерв'ю «Digital Spy» описувалося, що він «ефективно помістився у забруднене нікотином крісло померлого Курця як керівник нового темного Синдикату, хоча пізніше його викрили як інопланетянина». Лора Лі Г'юз втретє і останнє з'являється як помічниця Керша. Раніше вона з'являлася в епізодах шостого сезону «Трикутник» і «Країна мрій».
Сцени в Калгарі насправді були зняті в задній частині лос-анджелеського майданчика «Universal Studios». Щоб перетворити міський пейзаж Лос-Анджелеса на Калгарі, Мет Бек застосував матове кадрування; тоді фонові будівлі були відредаговані. Окремий знімок Калгарі був накладений на задньому плані, а сцени складені під час постпродукції.

## Показ і відгуки
Прем'єра «Походження» вперше відбулася в мережі «Fox» у США 3 березня 2002 року. Цей епізод отримав рейтинг Нільсена 5,5, що означає — його побачили 5,5 % домогосподарств країни та переглянули 5,8 мільйона домогосподарств. «Провенанс» переглянули 9,7 мільйона глядачів Цей епізод вийшов на «BBC Two» 12 січня 2003 року. Пізніше «Походження» було включено до «Міфології Секретних матеріалів», том 4 — Суперсолдати, колекція DVD, що містить епізоди, пов'язані з сюжетною лінією інопланетних суперсолдатів.
«Провенанс» отримав неоднозначні або переважно позитивні відгуки телекритиків. Джессіка Морган з «Телебачення без жалю» присудила цьому епізоду оцінку A–. Джеффрі Робінсон з «DVD Talk» прийшов до висновку, що «Provenance», разом із «Providence», «робить досить хорошу роботу без включення Духовни» через свою прихильність «основній сюжетній лінії серіалу про теорію змови».
Інші відгуки були більш негативними. Роберт Ширман і Ларс Пірсон у книзі «Хочемо вірити: критичний посібник з Цілком таємно, Мілленіуму і Самотніх стрільців» оцінили епізод на 1 зірку з п'яти. Вони відзначили, що Андерсон постійно грає в епізоді «маму, яка завжди плаче, кричить або виглядає нещасною». А також написали, що «персонажі епізоду більше не мають сенсу» і сюжет «таким чином намагався стрибати через маленькі обручі змови, що більше немає послідовності». Крім того, Ширман і Пірсон розкритикували ідею припущення — Малдер помер в епізоді через те, що Картер оголосив — Духовни повернеться у фіналі сезону. М. А. Кренг у книзі «Заперечуючи правду: перегляд „Секретних матеріалів“ після 11 вересня» розкритикував сюжет епізоду, зазначивши, що він «викидає багато елементів, які, як ми бачили, у серіалі краще працюють — в надії, що щось покращиться».

## Знімалися
| Актор                  | Роль                    |
| ---------------------- | ----------------------- |
| Роберт Патрік          | Джон Доггетт            |
| Джилліан Андерсон      | Дейна Скаллі            |
| Аннабет Гіш            | Моніка Рейєс            |
| Мітч Піледжі           | Волтер Скіннер          |
| Джеймс Пікенс Молодший | Елвін Керш              |
| Кері Елвес             | Бред Фолмер             |
| Брюс Гарвуд            | Джон Фіцджеральд Байєрс |
| Том Брейтвуд           | Мелвін Фрогікі          |
| Дін Гаглунд            | Річард Ленглі           |
| Шейла Ларкен           | Маргарет Скаллі         |
| Ніл Мак-Дона           | Роберт Комер            |
| Деніс Форест           | Самотній чоловік        |
| Джеймс Паркс           | Террі Салліван          |
| Алан Дейл              | Зубочистка              |